# Chelsea Handler
Chelsea Joy Handler (Livingston, 25 febbraio 1975) è una comica, scrittrice, conduttrice televisiva e attrice statunitense.
Scoperta tramite il programma di stand-up comedy Girls Behaving Badly, raggiunge notorietà partecipando a numerosi talk show statunitensi conducendo programmi per E!, tra cui Chelsea Lately (2007–2014) After Lately (2011–2013). Dal 2016 firma un contratto con Netflix per una serie di talk show e documentari a lei dedicati, tra cui Chelsea.
La Handler ha inoltre recitato in numerosi film televisivi e serie tv, ricoperto il ruolo di produttrice esecutiva di The Josh Wolf Show, Love You, Mean It with Whitney Cummings e Pretty Wild, oltre che condotto gli MTV Video Music Awards 2010 e i GLAAD Media Awards 2009. Nel corso della sua carriera ha pubblicato undici libri, di cui cinque hanno raggiunto la prima posizione del New York Times Best Seller List.
Nel 2012 per i successi ottenuti la rivista Time ha inserito Handler nella Time 100 delle cento persone più influenti al mondo.

## Biografia
Nata in New Jersey, Chelsea è l'ultima dei sei figli di un ebreo e di una mormona. Dopo aver abortito a sedici anni, la vita della Handler prese una piega precisa e all'età di diciannove anni la ragazza si trasferì a Los Angeles per diventare un'attrice.
La carriera della Handler cominciò con la stand-up comedy, ma ben presto la sua popolarità aumentò e la donna apparve di frequente in veste di opinionista per alcuni talk show o come ospite in diverse serie televisive fra cui The Practice - Professione avvocati.
Nel 2006 venne assunta dalla rete televisiva E!, che le affidò la conduzione di un nuovo programma di sketch, il Chelsea Handler Show. Dopo aver presentato la trasmissione per una stagione, la Handler la abbandonò per condurre un talk-show in seconda serata, il Chelsea Lately. Questo show riscuote tuttora un enorme successo di pubblico, soprattutto per il cinismo e l'irriverenza della conduttrice, che fra l'altro si diverte a ospitare e intervistare personaggi poco conosciuti o di scarsa rilevanza nel mondo dello spettacolo.
Nel 2010 poi fu scelta per condurre gli MTV Video Music Awards.

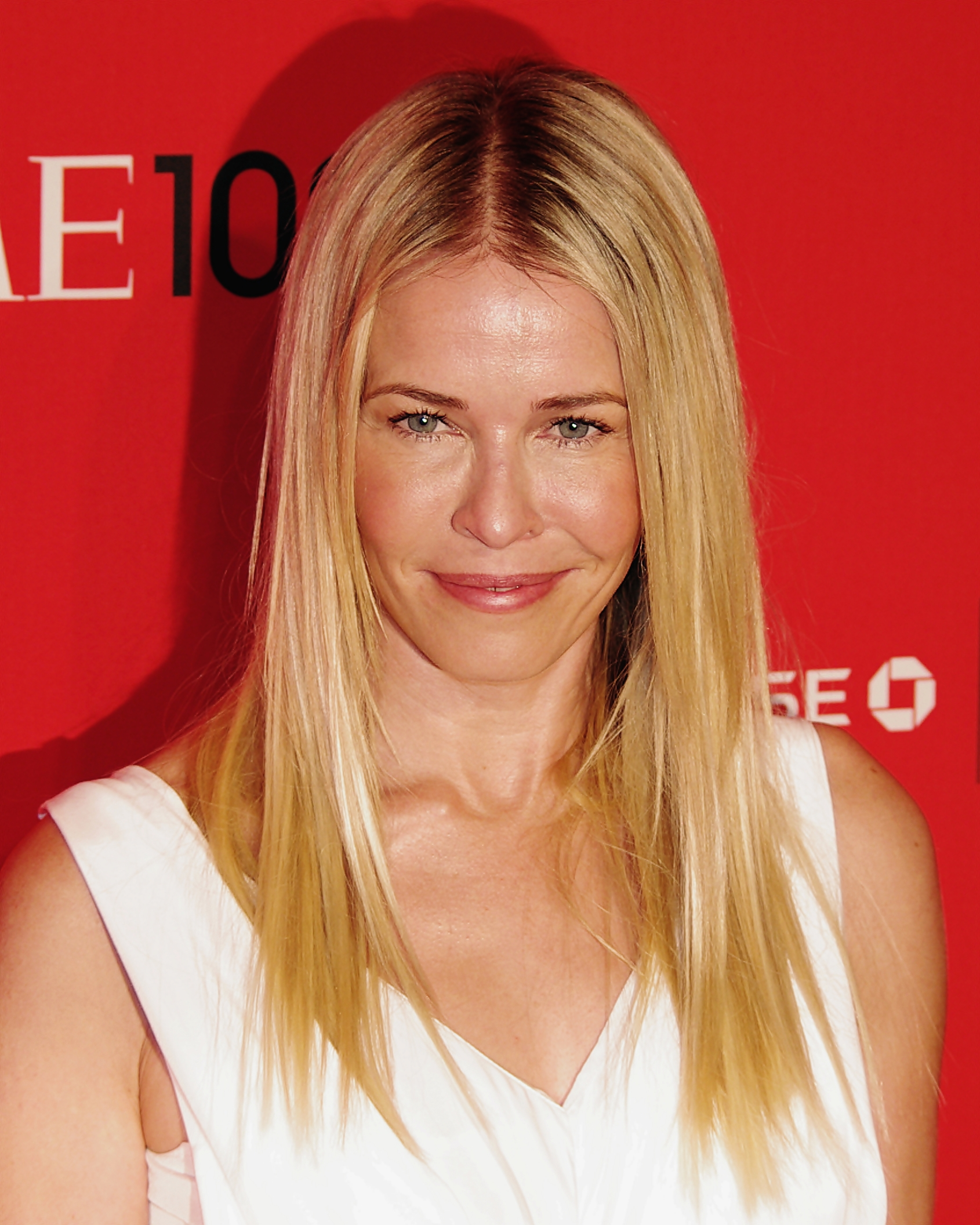
Chelsea Handler nel 2012 alla serata di gala di Time 100

Al mestiere di conduttrice la Handler alterna l'attività di scrittrice: nel 2005 pubblicò il libro di memorie Le mie storie da una botta e via (My Horizontal Life: A Collection of One-Night Stands), al quale seguirono Vodka, ci sei? Sono io, Chelsea (Are You There, Vodka? It's Me, Chelsea) e Chelsea Chelsea Bang Bang.
Nel luglio del 2015, visto il successo di Uganda Be Kidding Me: Live del 2014, firma con Netflix per produrre un talk show, Chelsea, e un documentario in quattro puntate, Chelsea Does, entrambi poi pubblicati nel 2016.

## Attivismo politico
L'attivismo politico di Handler ha incluso parlare alle università e collaborare con EMILY's List onde raccogliere sostegno per le donne democratiche che promuovono il diritto all'aborto e le aiutano a essere elette. In un'intervista del 2011 sul New York Times, Handler ha rivelato di avere abortito quando aveva 16 anni, «perché è quello che avrei dovuto fare. Altrimenti ora avrei un bambino di 20 anni. Comunque, queste sono cose su cui le persone non dovrebbero essere disoneste». In un'intervista del 2016 con la rivista Playboy, Handler ha rivelato di aver avuto un secondo aborto sempre a 16 anni, oltre a quello di cui ha parlato in precedenza.

## Filmografia

### Cinema
- Steam, regia di Kyle Schickner (2007)
- Una spia non basta (This Means War), regia di Joseph McGinty "McG" Nichol (2012)
- Fun Size, regia di Josh Schwartz (2012)

### Televisione
- The Practice - Professione avvocati (The Practice) – serie TV, episodio 6x20 (2002)
- Tutto in famiglia (My Wife and Kids) – serie TV, episodio 3x05 (2002)
- The Bernie Mac Show – serie TV, episodio 3x20 (2004)
- Reno 911! – serie TV, episodio 4x05 (2006)
- The Good Wife – serie TV, episodio 1x09 (2009)
- Whitney – serie TV, episodi 1x09, 2x16 (2011-2013)
- Are You There, Chelsea? – serie TV, 7 episodi (2012)
- Web Therapy – webserie, 3 episodi (2013)
- The Comeback – serie TV, episodio 2x01 (2014)
- I Muppet (The Muppets) – serie TV, episodio 1x08 (2015)
- Will & Grace – serie TV, episodio 10x09 (2019)
- Non sono ancora morta (Not Dead Yet) – serie TV, episodio 2x07 (2024)

### Doppiatrice
- Hop, regia di Tim Hill (2011)

## Programmi TV
- The Chelsea Handler Show – programma TV, 12 episodi (2006) conduttrice
- Chelsea Lately – programma TV, 1048 episodi (2007-2014) conduttrice
- MTV Video Music Awards 2010 – speciale TV (2010) conduttrice
- Pretty Wild – programma TV, 9 episodi (2010) produttrice esecutiva
- After Lately – programma TV, 24 episodi (2011-2013) condutrrice
- Love You, Mean It with Whitney Cummings – programma TV, 11 episodi (2012-2013) produttrice esecutiva
- Hello Ross – programma TV, 26 episodi (2013-2014) produttrice esecutiva
- Chelsea Does – programma TV, 4 episodi (2016) conduttrice
- Chelsea – programma TV, 120 episodi (2016-2017) conduttrice
- Hello, Privilege. It's Me, Chelsea, regia di Alex Stapleton – film documentario (2019)

## Doppiatrici italiane
Nelle versioni in italiano delle opere in cui ha recitato, Chelsea Handler è stata doppiata da:
- Laura Boccanera in Hop, Una spia non basta
- Daniela Calò in Are You There, Chelsea?, Will & Grace
- Antonella Baldini in Fun Size
- Laura Romano in I Muppet

## Opere
- Le mie storie da una botta e via (My Horizontal Life: A Collection of One-Night Stands), Mondadori, 2006. ISBN 88-04-55307-3.
- Vodka, ci sei? Sono io, Chelsea (Are You There, Vodka? It's Me, Chelsea), Mondadori, 2009. ISBN 88-04-59156-0.